# Кліфф Палац
Кліфф Палац — найвищий великий будинок на скелі в Північній Америці. Споруда, побудована предками пуеблоанців, розташована в національному парку Меса-Верде на території їхньої  колишньої батьківщини. Житло та парк на скелі знаходяться в окрузі Монтезума, у південно-західному Колорадо, на південному заході США.

### Історія
Деревні кільця вказують на те, що будівництво та реконструкція палацу Кліфф тривали безперервно приблизно з 1190 р. до 1260 р. н. е., хоча більша частина будівлі була виконана протягом 20-річного періоду. Палац Кліфф був покинутий до 1300 року, і хоча до сих пір залишаються суперечки про причини цього, деякі вважають, що основною причиною є серія мегапроцесів, які порушують роботу системи виробництва продуктів харчування. Палац Кліфф був знову відкритий в 1888 році Річардом Ветериллом і Чарлі Мейсоном, коли вони шукали бездомну худобу.

### Опис
Палац Кліфф був побудований переважно з пісковику, будівельного розчину та дерев'яних балок. Пісковик формувався з використанням більш твердих каменів, а розчин з ґрунту, води та попелу, використовувався для скріплення всього. У середину розчину були поміщені «щілини», щоб заповнити прогалини і забезпечити стійкість.
Багато стін були прикрашені кольоровими глиняними штукатурками, які з часом першими і зруйнувалися[джерело?].
Багато відвідувачів задаються питанням щодо невеликого розміру дверних прорізів в палаці Кліфф; пояснення полягає в тому, що на той час зріст середного чоловіка був меншим за 1,68 м, а — жінка була ближче до 1,5 м. Кліфф Палац містить 23 ківи (круглі затонулі приміщення церемоніального значення) та 150 кімнат, де проживало приблизно 100 людей. Одна ківа в центрі руїни знаходиться в точці, де вся конструкція перегороджена низкою стін без дверних отворів та інших порталів доступу. Стіни цієї ківи були поштукатурені одним кольором з одного боку та іншим кольором з протилежного боку. «Існує думка, що Кліфф Палац був соціальним, адміністративним місцем з високою церемоніальною практикою». Археологи вважають, що Кліфф Палац містив більше кланів, ніж оточуючі громади Меса-Верде. Це переконання походить від співвідношення кімнат до ківа. Кліфф Палац має співвідношення кімнати до ківи 9 до 1. Середнє співвідношення кімнати до ківи для громади Меса-Верде становить 12 до 1. Таке співвідношення ківа і кімнат може свідчити про те, що Кліфф Палац міг бути центром великої держави, до якої входили і навколишні невеликі спільноти.
Велика квадратна вежа знаходиться праворуч і майже досягає печерного «даху». Це було в руїнах до 1800-х років. Служба національного парку ретельно відновила його до приблизної висоти та зросту, зробивши його однією з найбільш пам'ятних будівель у Кліфф Палаці. Це найвища споруда в Меса-Верде, висота якої становить 7,9 метрів, з чотирма рівнями. Були використані матеріали трохи іншого кольору, щоб показати, що це реставрація.